# Tiny Tiny RSS
Tiny Tiny RSS (ttrss) est un agrégateur de flux RSS et Atom libre sous licence libre GNU GPL v3. Il s'agit d'une application web qui s'installe sur un serveur de type LAMP. Elle s'appuie notamment sur un SGBD qui peut être MySQL ou PostgreSQL, bien que ce dernier soit recommandé par la documentation officielle pour des raisons de performance et de fiabilité. 